# Янков, Пламен
Пламен Янков (болг. Пламен Янков; род. 1 октября 1954) — болгарский боксёр, представитель полусредней и первой средней весовых категорий. Выступал за сборную Болгарии по боксу в период 1973—1981 годов, бронзовый призёр чемпионата мира, обладатель бронзовой медали чемпионата Европы, победитель и призёр многих турниров международного значения, участник двух летних Олимпийских игр.

## Биография
Пламен Янков родился 1 октября 1954 года.
Первого серьёзного успеха на взрослом международном уровне добился в сезоне 1973 года, когда вошёл в состав болгарской национальной сборной и побывал на международном турнире «Хиральдо Кордова Кардин» на Кубе, откуда привёз награду бронзового достоинства, выигранную в зачёте полусредней весовой категории.
В 1974 году завоевал бронзовую медаль на впервые проводившемся чемпионате мира по боксу в Гаване, где на стадии полуфиналов был остановлен кубинцем Эмилио Корреа.
На чемпионате Европы 1975 года в Катовице попасть в число призёров не смог, в четвертьфинале проиграл румыну Виктору Зильберману. Одержал победу на домашнем чемпионате Балкан в Софии.
Благодаря череде удачных выступлений удостоился права защищать честь страны на летних Олимпийских играх 1976 года в Монреале — в первом же поединке категории до 67 кг встретился с кубинцем Корреа и вновь потерпел от него поражение, сразу же выбыв из борьбы за медали.
После монреальской Олимпиады Янков остался в составе боксёрской команды Болгарии и продолжил принимать участие в крупнейших международных турнирах. Так, в 1977 году он получил бронзу на европейском первенстве в Галле, проиграв в полуфинале советскому боксёру Валерию Лимасову. Взял бронзу и на Мемориале Феликса Штамма в Варшаве.
На мировом первенстве 1978 года в Белграде остановился уже в 1/16 финала.
В 1979 году на чемпионате Европы в Кёльне так же не добился успеха, выбыл из борьбы уже на предварительном этапе.
Находясь в числе лидеров болгарской национальной сборной, Пламен Янков прошёл отбор на Олимпийские игры 1980 года в Москве — на сей раз сумел одолеть одного оппонента в полусреднем весе, после чего потерпел поражение от кубинца Андреса Альдамы, который в итоге и стал победителем этого олимпийского турнира.
В 1981 году одержал победу на чемпионате Болгарии в зачёте первой средней весовой категории.